# 小行星20469
小行星20469（20469 Dudleymoore）是一颗绕太阳运转的小行星，为主小行星带小行星。该小行星于1999年7月13日发现。

## 轨道参数
小行星20469的轨道半长轴为2.8341434 UA，离心率为0.168。